# Oechalia grisea
Oechalia grisea är en insektsart som först beskrevs av Hermann Burmeister 1834.  Oechalia grisea ingår i släktet Oechalia och familjen bärfisar. Inga underarter finns listade i Catalogue of Life.